# 高島平站

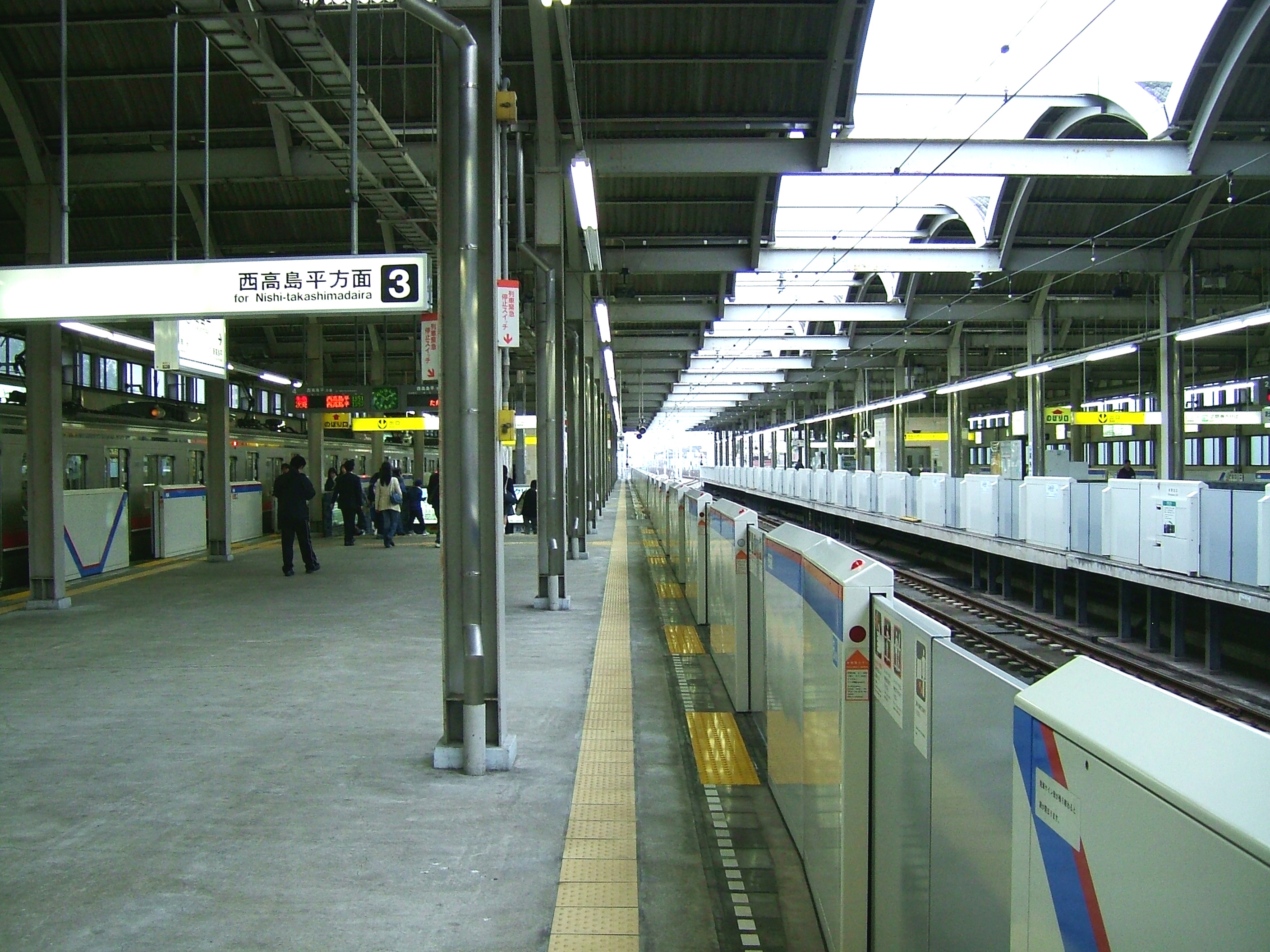
站房（2007年11月11日）

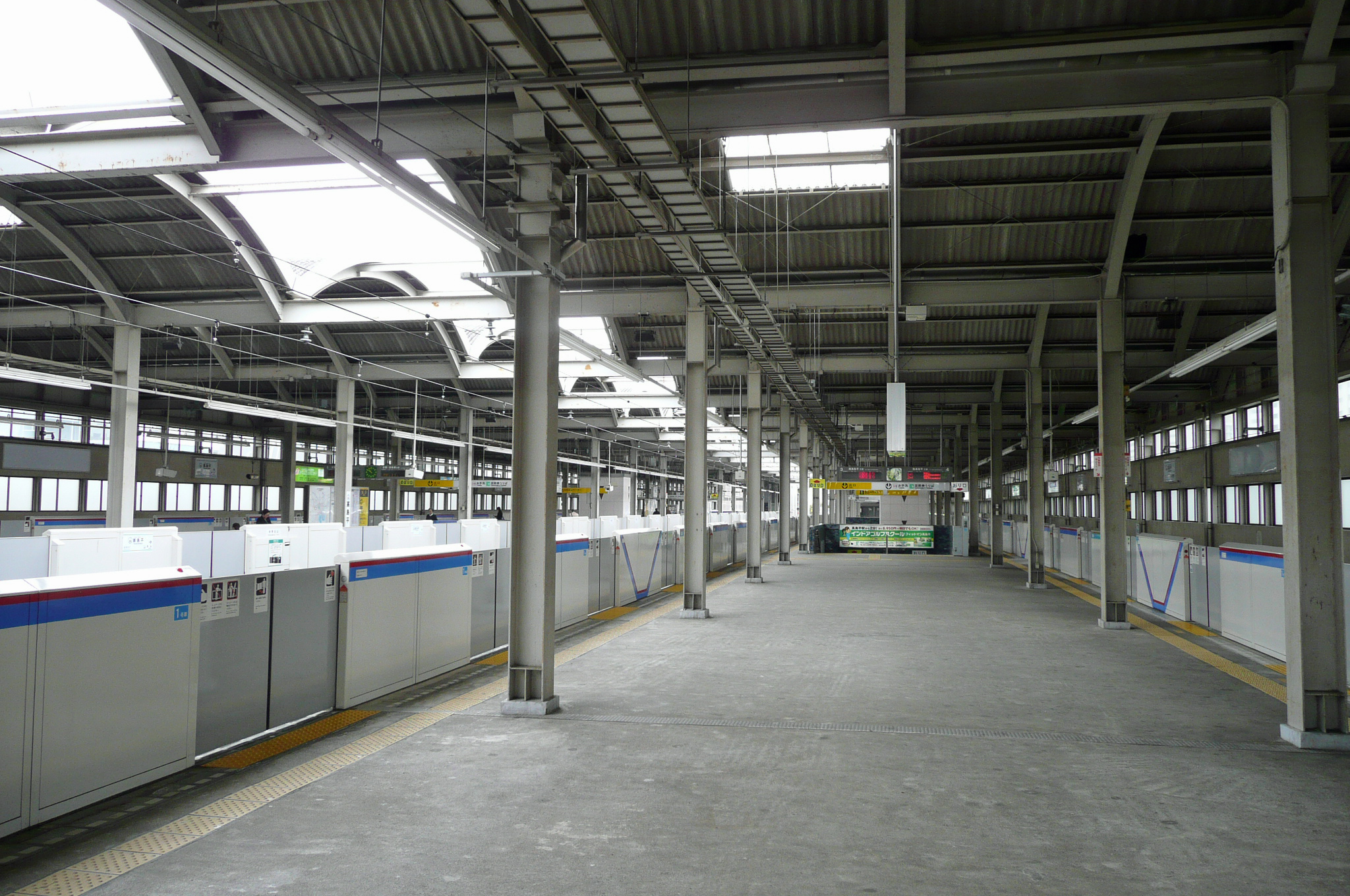
月台（2007年4月28日）

高島平站（日语：／ Takashimadaira eki */?）是位於日本東京都板橋區高島平八丁目，屬於東京都交通局（都營地下鐵）三田線的鐵路車站。車站編號是I 25。

## 歷史
- 1968年（昭和43年）12月27日：都營地下鐵6號線開業，以「志村站」開業。
當時的車站所在地是「板橋區四葉町」，而一名赤塚地區（舊赤塚村（日语：赤塚村 (東京府)））的居民指「車站所在地不是志村」「不適宜」提出異議[2]，朝日新聞 1968年10月25日東京都心版（16面）標題為《不位於志村的「志村站」》，故此問題採用上述名稱解決。
- 1969年（昭和44年）8月1日：改稱「高島平站」。
- 1976年（昭和51年）5月6日：此站－西高島平之間開業，成為中間站。
- 1978年（昭和53年）7月1日：6號線改稱三田線。
- 2016年（平成28年）4月1日：巢鴨站務管理所高島平站務區改稱巢鴨站務管區高島平站務區。志村坂上站轉移至巢鴨站務區管理。

## 車站
本站是2面4線島式月台的高架車站。站內設有電梯，電扶梯僅設於目黑方向月台。早晚尖峰時刻以外基本上只使用1、4號線。
由於與下一站新高島平站距離不遠且在直線上，可在月台目視該站。
從開業至1976年為止，本站是三田線的終點站。
| 月台 | 路線   | 目的地                             | 備註                  |
| ---- | ------ | ---------------------------------- | --------------------- |
| 1、2 | 三田線 | 往巢鴨、白金高輪、目黑、東急線方向 | 目黑站直通 東急目黑線 |
| 3、4 | 三田線 | 往西高島平方向                     |                       |

（來源：都營地下鐵:車站構內圖 （页面存档备份，存于））
2號線停靠回送電車與本站始發往三田、目黑方向電車，以及西高島平發車終停高島平的電車。3號線停靠回送電車與目黑、三田方向終停高島平的電車。

## 利用狀況
2017年度1日平均上下車人次為30,582人（上車人次15,380人、下車人次15,202人）。
近年1日平均上下車、上車人次變化如下表。
| 年度               | 1日平均 上車人次 | 1日平均 上下車人次 | 來源     |
| ------------------ | ---------------- | ------------------ | -------- |
| 1990年（平成02年） |                  | 19,715             | [ * 1 ]  |
| 1991年（平成03年） |                  | 20,240             | [ * 2 ]  |
| 1992年（平成04年） |                  | 20,252             | [ * 3 ]  |
| 1993年（平成05年） |                  | 20,159             | [ * 4 ]  |
| 1994年（平成06年） |                  | 20,036             | [ * 5 ]  |
| 1995年（平成07年） |                  | 19,161             | [ * 6 ]  |
| 1996年（平成08年） |                  | 16,227             | [ * 7 ]  |
| 1997年（平成09年） |                  | 18,726             | [ * 8 ]  |
| 1998年（平成10年） |                  | 18,247             | [ * 9 ]  |
| 1999年（平成11年） |                  | 17,719             | [ * 10 ] |
| 2000年（平成12年） |                  | 17,101             | [ * 11 ] |
| 2001年（平成13年） |                  | 16,773             | [ * 12 ] |
| 2002年（平成14年） |                  | 16,666             | [ * 13 ] |
| 2003年（平成15年） | 32,208           | 16,367             | [ * 14 ] |
| 2004年（平成16年） | 31,651           | 16,043             | [ * 15 ] |
| 2005年（平成17年） | 31,138           | 15,772             | [ * 16 ] |
| 2006年（平成18年） | 31,170           | 15,767             | [ * 17 ] |
| 2007年（平成19年） | 31,587           | 15,967             | [ * 18 ] |
| 2008年（平成20年） | 31,397           | 15,864             | [ * 19 ] |
| 2009年（平成21年） | 30,528           | 15,438             | [ * 20 ] |
| 2010年（平成22年） | 29,978           | 15,139             | [ * 21 ] |
| 2011年（平成23年） | 28,767           | 14,534             | [ * 22 ] |
| 2012年（平成24年） | 29,094           | 14,697             | [ * 23 ] |
| 2013年（平成25年） | 29,319           | 14,803             | [ * 24 ] |
| 2014年（平成26年） | 29,075           | 14,666             | [ * 25 ] |
| 2015年（平成27年） | 29,373           | 14,805             | [ * 26 ] |
| 2016年（平成28年） | 30,075           | 15,142             | [ * 27 ] |
| 2017年（平成29年） | 30,582           | 15,380             |          |

## 車站周邊

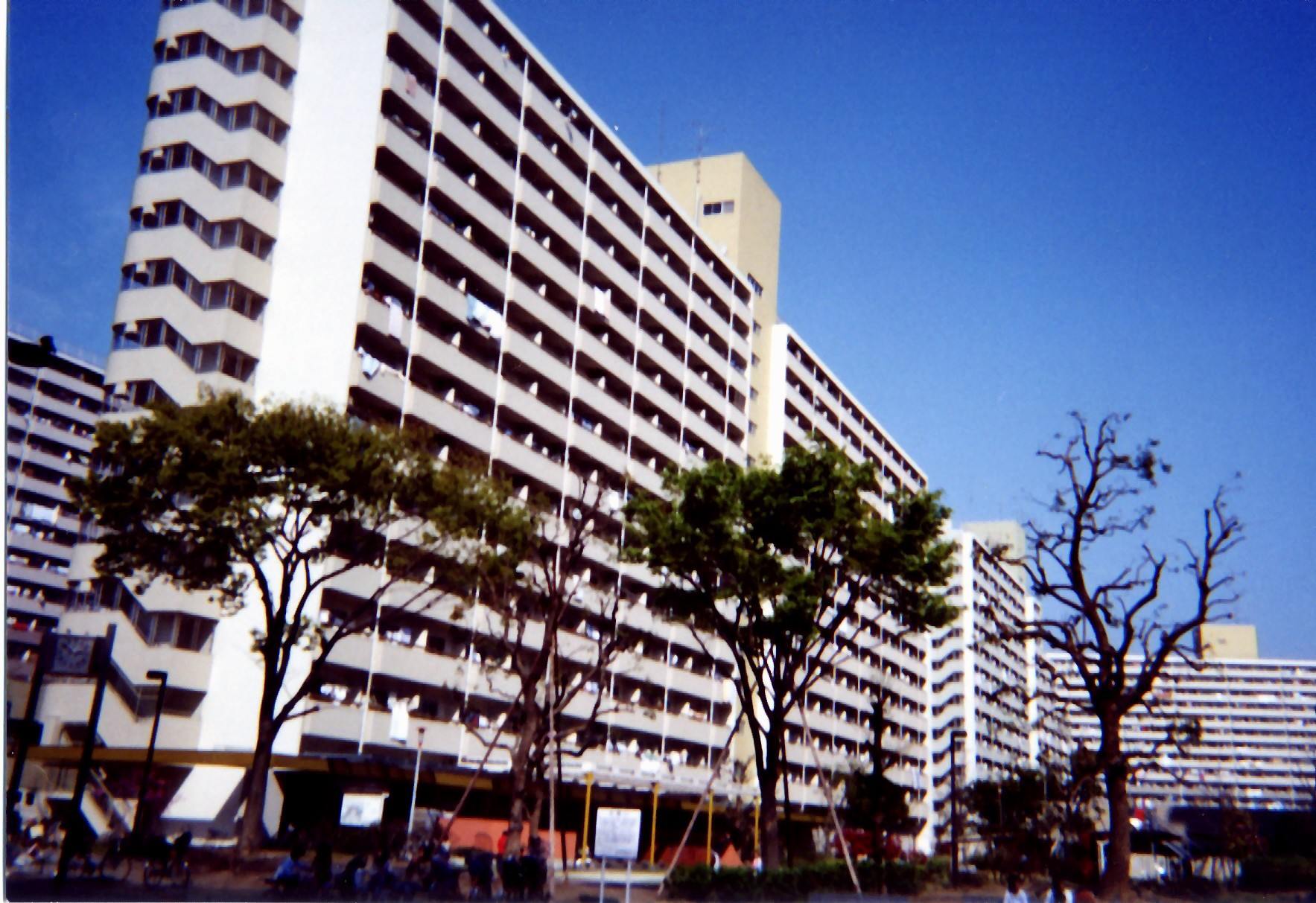
高島平團地

### 東口

#### 南側
- UR都市機構高島平團地（2-26、2-27、2-28、2-29、2-30、2-32、2-33街區）
- 高島平綠地公園

#### 北側
- 東京都交通局志村車輛檢修場
- 國際興業巴士（日语：国際興業バス）高島平操車場
- 板橋區立熱帶環境植物館
- 板橋區立高島平溫水游泳池
- 东京都下水道局新河岸水再生中心
- 新河岸陸上競技場（日语：新河岸陸上競技場）

### 西口

#### 南側
- UR都市機構高島平團地（2-33、3-11街區）
- 板橋區立高島平圖書館
- 板橋區役所高島平區民事務所
- 高島平警察署（日语：高島平警察署）
- 板橋西郵便局（日语：板橋西郵便局）（附設郵貯銀行板橋店）
- 板橋區醫師會醫院
- 赤塚公園（日语：東京都立赤塚公園）

#### 北側
- 三菱東京UFJ銀行高島平支店
- 德丸原（日语：徳丸ヶ原）公園

## 可供轉乘的巴士路線
最近的巴士站是西口附近及高島通上的高島平站巴士站。以下路線由國際興業運行。
- 下赤03系統：往高島平操車場、下赤塚循環[7]
- 高01系統：往高島平操車場、經西高島平站往成增站北口[7]
- 高02系統：往浮間舟渡站[7]
- 増17系統：往高島平操車場、經赤塚四丁目往成增站北口[7]
- 池21系統：往池袋站西口[7]
- 東練01系統：往浮間舟渡站、往東武練馬站[7]
- 東練01-2系統：往東武練馬站[7]
- 高100系統：往戶田競艇場（日语：戸田競艇場）（僅競艇開賽日運行）[8]

## 相鄰車站
都營地下鐵
 三田線
西台（I 24）－高島平（I 25）－新高島平（I 26）

### 來源
東京都統計年鑑
1. ↑  .   [2017-06-18]. （原始内容存档于2016-03-05）.
2. ↑  .   [2017-06-18]. （原始内容存档于2016-03-05）.
3. ↑  .   [2017-06-18]. （原始内容存档于2013-08-15）.
4. ↑  .   [2017-06-18]. （原始内容存档于2013-02-03）.
5. ↑  .   [2017-06-18]. （原始内容存档于2013-02-03）.
6. ↑  .   [2017-06-18]. （原始内容存档于2013-02-03）.
7. ↑  .   [2017-06-18]. （原始内容存档于2013-02-03）.
8. ↑  .   [2017-06-18]. （原始内容存档于2016-03-04）.
9. ↑  東京都統計年鑑（平成10年）PDF
10. ↑  東京都統計年鑑（平成11年）PDF
11. ↑  .   [2017-06-18]. （原始内容存档于2016-03-04）.
12. ↑  .   [2017-06-18]. （原始内容存档于2016-03-04）.
13. ↑  .   [2017-06-18]. （原始内容存档于2017-07-29）.
14. ↑  .   [2017-06-18]. （原始内容存档于2017-07-29）.
15. ↑  .   [2017-06-18]. （原始内容存档于2017-07-29）.
16. ↑  .   [2017-06-18]. （原始内容存档于2017-07-29）.
17. ↑  .   [2017-06-18]. （原始内容存档于2017-07-29）.
18. ↑  .   [2017-06-18]. （原始内容存档于2017-07-29）.
19. ↑  .   [2017-06-18]. （原始内容存档于2017-07-29）.
20. ↑  .   [2017-06-18]. （原始内容存档于2016-03-26）.
21. ↑  .   [2017-06-18]. （原始内容存档于2016-03-27）.
22. ↑  .   [2017-06-18]. （原始内容存档于2016-03-25）.
23. ↑  .   [2017-06-18]. （原始内容存档于2016-03-27）.
24. ↑  .   [2017-06-18]. （原始内容存档于2016-03-22）.
25. ↑  .   [2017-06-18]. （原始内容存档于2017-07-30）.
26. ↑  .   [2019-02-10]. （原始内容存档于2018-11-09）.
27. ↑  .   [2019-02-10]. （原始内容存档于2019-05-02）.

## 外部連結
- 高島平 - 東京都交通局